# Ufficiale di coperta
Quella di ufficiale di coperta (in lingua inglese: deck officer) è una qualifica professionale della sezione di coperta prevista e certificata dalla convenzione IMO STCW, sez. A - regola II/1 in vigore, per navi aventi stazza lorda inferiore a 500 GT che compiono viaggi costieri, o navi con stazza pari o superiore a 500 tonnellate stazza.
Il certificato di abilitazione (detto anche certificato di competenza) alla qualifica di ufficiale di coperta è comunemente detto "patentino" per distinguerlo da quello successivo di primo ufficiale di coperta che, essendo di rango superiore, è invece detto "patente".

## Funzioni
L'ufficiale di coperta assume la responsabilità di una guardia in navigazione, a livello operativo, a bordo di navi senza limiti riguardo alle caratteristiche e alla destinazione della nave. Fermo restando che per essere abilitato alla navigazione su tipi specifici di navi (petroliere, ro-ro, navi passeggeri) bisogna possedere dei corsi specifici che abilitano alla navigazione a bordo dei tipi di navi.

## Normativa in Italia

### D.M. 5 ottobre 2000
Nella Marina Mercantile Italiana il titolo professionale marittimo per svolgere le mansioni di ufficiale di coperta è ufficiale di navigazione, istituito con D.M. 5 ottobre 2000 ed era di tre categorie: ufficiale di navigazione, ufficiale di navigazione di 2ª classe e ufficiale di navigazione di 3ª classe.
L'articolo 1 del decreto specificava i requisiti per il conseguimento del titolo di ufficiale di navigazione e i relativi compiti.
L'ufficiale di navigazione poteva imbarcare in qualità di ufficiale di coperta di grado inferiore al primo e ad assumere la responsabilità di una guardia di navigazione a bordo di navi aventi stazza lorda pari o superiore a 500 tonnellate.
Per conseguire il certificato di ufficiale di navigazione occorrono i seguenti requisiti:
- essere iscritti nelle matricole della gente di mare di prima categoria;
- avere compiuto i diciotto anni di eta';
- essere in possesso del diploma di scuola secondaria superiore;
- avere completato, con esito favorevole, un programma di addestramento sui compiti e sulle mansioni dell'ufficiale di coperta, di cui alla sezione A-II/1 del codice STCW, a livello operativo, comprensivo di un periodo di navigazione di almeno dodici mesi su navi di stazza lorda pari o superiore a 500 tonnellate in attività di addestramento, nonché della frequenza, con esito favorevole, dei corsi antincendio di base e avanzati, sopravvivenza e salvataggio, radar e A.R.P.A. presso istituti, enti o societa' riconosciuti idonei dal Ministero delle infrastrutture e dei trasporti. Il periodo di addestramento a bordo doveva essere effettuato sotto la supervisione del comandante o di un ufficiale di coperta da questi designato e il suo svolgimento essere riportato in un apposito libretto di addestramento approvato dall'amministrazione. Tale periodo poteva essere sostituito da un periodo di navigazione di almeno trentasei mesi in servizio di coperta a bordo di navi di stazza lorda pari o superiore a 500 tonnellate, dei quali almeno sei in compiti connessi con la tenuta della guardia sotto la supervisione del comandante o di un ufficiale di coperta da questi designato;
- aver sostenuto, con esito favorevole, dopo il completamento del programma di addestramento, un esame teorico-pratico, atto a dimostrare il possesso delle conoscenze e capacità di eseguire i compiti e le mansioni dell'ufficiale di coperta, di cui alla sezione A-II/1 del codice STCW, a livello operativo.
- Se in possesso di apposita abilitazione rilasciata o riconosciuta dal Ministero delle comunicazioni, l'ufficiale di navigazione poteva anche svolgere mansioni connesse con i servizi radio di bordo.

L'articolo 2 del decreto specificava i requisiti per il conseguimento del titolo di ufficiale di navigazione di 2ª classe e i relativi compiti.
L'ufficiale di navigazione di 2ª classe poteva imbarcare in qualità di ufficiale di coperta di grado inferiore al primo e ad assumere la responsabilità di una guardia di navigazione a bordo di navi aventi stazza lorda inferiori a 500 tonnellate senza limitazioni riguardo alla destinazione della nave. Per conseguire il certificato di ufficiale di navigazione di seconda classe occorreva essere in possesso dei requisiti previsti per il conseguimento del certificato di ufficiale di navigazione.
L'articolo 3 del decreto specificava i requisiti per il conseguimento del titolo di ufficiale di navigazione di 3ª classe e i relativi compiti.
L'ufficiale di navigazione di 3ª classe poteva imbarcare in qualità di ufficiale di coperta di grado inferiore aI primo ed assumere la responsabilità di una guardia di navigazione a bordo di navi aventi stazza lorda inferiori a 500 tonnellate che compivano navigazione costiera.
Per conseguire il certificato di ufficiale di navigazione di terza classe occorrono i seguenti requisiti:
- essere iscritti nelle matricole della gente di mare di prima categoria;

b) avere compiuto i diciotto anni di eta';
c) essere in possesso del diploma di scuola secondaria superiore;
d) avere completato, con esito favorevole, un programma di addestramento sui compiti e mansioni dell'ufficiale di coperta su navi impegnate in navigazione costiera, di cui alla sezione A-II/3 del codice STCW, a livello operativo, riguardante i requisiti minimi obbligatori per la certificazione di ufficiali responsabili di una guardia di navigazione e di comandanti su navi inferiori a 500 tonnellate,  comprensivo di un periodo di navigazione di almeno trentasei mesi in servizio di coperta. Il periodo di navigazione doveva essere integrato dalla frequenza, con esito favorevole, dei corsi antincendio di base e avanzati, sopravvivenza e salvataggio, e radar presso istituti, enti o societa' riconosciuti idonei dal Ministero delle comunicazioni;
- aver sostenuto, con esito favorevole, al termine del periodo di addestramento, un esame teorico-pratico, atto a dimostrare il possesso delle conoscenze e capacità di eseguire i compiti e le mansioni dell'ufficiale di coperta su navi impegnate in navigazione costiera, di cui alla sezione A-II/3 del codice STCW a livello operativo.

### D.M. 30 novembre 2007
Con il decreto ministeriale 30 novembre 2007 i titoli di ufficiale di navigazione e ufficiale di navigazione di 2ª classe sono stati sostituiti dal titolo di ufficiale di navigazione, mentre il titolo di ufficiale di navigazione di 3ª classe è stato sostituito dal titolo di ufficiale di navigazione su navi inferiori a 500 GT che effettuano viaggi costieri.

### Titoli e certificati di addestramento

#### Ufficiale di navigazione
L'articolo 4 del decreto ministeriale 30 novembre 2007 specifica i requisiti per il conseguimento del titolo di ufficiale di navigazione e le relative mansioni a bordo.
L'ufficiale di navigazione imbarca in qualità di ufficiale di grado inferiore al primo ed assume la responsabilità di una guardia in navigazione a bordo di navi senza limiti riguardo alle caratteristiche e alla destinazione della nave.
Per conseguire il certificato di ufficiale di navigazione occorrono i seguenti requisiti:
- essere in possesso di un diploma di scuola secondaria di secondo ciclo dell'istituto tecnico indirizzo trasporti e logistica opzioni conduzione del mezzo navale, che fornisce le conoscenze di cui alla sezione A-II/1 del codice STCW, riconosciuto dal Ministero delle infrastrutture e dei trasporti;
- in alternativa al requisito di cui al paragrafo precedente, essere in possesso di un titolo di studio conclusivo di un percorso di secondo ciclo, integrato dal previsto percorso formativo di coperta di cui alla sezione A-II/1 del codice STCW;
- avere effettuato dodici mesi di navigazione in attività di addestramento sui compiti e sulle mansioni dell'ufficiale di coperta di cui alla sezione A II/1 del codice STCW a livello operativo, su navi pari o superiori a 500 GT, soggette alle disposizioni della Convenzione STCW. Tale addestramento è annotato sul libretto di addestramento dell'allievo ufficiale di coperta, e può essere sostituito da trentasei mesi di navigazione in servizio di coperta su navi pari o superiori a 500 GT soggette alle disposizioni della Convenzione STCW;
- aver svolto durante i summenzionati periodi di navigazione, almeno sei mesi in servizio di guardia di coperta sotto la supervisione del comandante, ovvero di un ufficiale di coperta dallo stesso delegato;
- aver frequentato, con esito favorevole, i corsi antincendio avanzato, radar osservatore normale, radar ARPA, ECDIS, bridge resource management, leadership and teamwork (BRM), presso istituti, enti o società riconosciuti idonei dal Ministero delle infrastrutture e dei trasporti, ed essere in possesso del certificato di primo soccorso sanitario (first aid)[1][2] rilasciato e/o riconosciuto dal Ministero della salute;
- essere in possesso dell'attestato di addestramento di marittimo abilitato ai mezzi di salvataggio (MAMS) istituito dal Ministero delle infrastrutture e dei trasporti;
- aver sostenuto, con esito favorevole, un esame teorico pratico, dopo il completamento del sopraccitato periodo di navigazione minimo previsto, sul possesso delle competenze e capacità di eseguire i compiti e le mansioni dell'ufficiale di coperta di cui alla sezione A-II/1 del codice STCW, a livello operativo.
- Nel caso in cui l'ufficiale di coperta è addetto a svolgere mansioni connesse ai servizi radio di bordo deve essere in possesso di apposita abilitazione GMDSS rilasciata o riconosciuta dal Ministero dello sviluppo economico, ai sensi delle Regole IV/1 e IV/2 della Convenzione STCW.
- Nel caso in cui l'ufficiale di coperta non è in possesso dell'addestramento per il sistema ECDIS, il certificato è rilasciato con limitazioni per il sistema ECDIS.
- Nel caso in cui l'ufficiale di coperta è assegnato dal ruolo d'appello alla conduzione del battello di emergenza veloce, deve possedere l'attestato di addestramento di marittimo abilitato ai mezzi di salvataggio veloci (MABEV) istituito dal Ministero delle Infrastrutture e dei trasporti.

#### Ufficiale di coperta su navi inferiori a 500 GT che compiono viaggi costieri
L'articolo 5 del decreto ministeriale 30 novembre 2007 specifica i requisiti per il conseguimento del titolo di Ufficiale di coperta su navi inferiori a 500 tonnellate che compiono viaggi costieri e le relative mansioni a bordo.
L'ufficiale di coperta su navi inferiori a 500 tonnellate che compiono viaggi costieri assume la responsabilità di una guardia in navigazione a livello operativo su navi aventi stazza inferiore a 500 tonnellate che compiono viaggi costieri.
Per conseguire il certificato di ufficiale di coperta su navi inferiori a 500 tonnellate che compiono viaggi costieri occorrono i seguenti requisiti:
- essere iscritto nelle matricole di prima categoria della gente di mare;
- aver compiuto il diciottesimo anno di età;
- essere in possesso di un diploma di scuola secondaria di II ciclo dell'istituto tecnico indirizzo trasporti e logistica opzioni conduzione del mezzo navale, che fornisce le conoscenze di cui alla sezione A-II/3 del codice STCW, riconosciuto dal Ministero delle infrastrutture e dei trasporti;
- in alternativa al requisito del paragrafo precedente, essere in possesso di un titolo di studio conclusivo di un percorso di II ciclo, integrato con un modulo di allineamento, che fornisce le conoscenze di cui alla sezione A-II/3 del codice STCW, riconosciuto dal Ministero delle infrastrutture e dei trasporti;
- aver effettuato trentasei mesi di navigazione in servizio di coperta risultanti dal libretto di navigazione su unità soggette alle disposizioni della Convenzione STCW;
- aver frequentato, con esito favorevole, i corsi di addestramento di base (basic safety training), antincendio avanzato, radar osservatore normale, radar ARPA, ECDIS presso istituti, enti o società riconosciuti idonei dal Ministero delle infrastrutture e dei trasporti ed essere in possesso del certificato di primo soccorso sanitario (first aid)[1][2], rilasciato e/o riconosciuto dal Ministero della salute;
- essere in possesso dell'attestato di addestramento di marittimo abilitato ai mezzi di salvataggio (MAMS), istituito dal Ministero delle infrastrutture e dei trasporti;
- aver sostenuto, con esito favorevole, un esame teorico pratico, dopo il completamento del periodo di navigazione di 36 mesi, sul possesso delle competenze e capacità di eseguire i compiti e le mansioni dell'ufficiale di coperta su navi che compiono viaggi costieri di cui alla sezione A-II/3 del codice STCW, a livello operativo.

Nel caso in cui l'ufficiale di coperta su navi inferiori a 500 GT che compiono viaggi costieri è addetto a svolgere mansioni connesse ai servizi radio di bordo deve essere in possesso di apposita certificazione rilasciata o riconosciuta dal Ministero dello sviluppo economico, ai sensi delle regole IV/1 paragrafo 3, e IV/2 della Convenzione STCW.
Nel caso in cui l'ufficiale di coperta su navi che compiono viaggi costieri non è in possesso dell'addestramento per il sistema ECDIS o dell'addestramento per il sistema radar ARPA, il certificato è rilasciato con limitazioni per il sistema ECDIS o per il sistema radar ARPA.
Nel caso in cui l'ufficiale di coperta su navi che compiono viaggi costieri è assegnato dal ruolo d'appello alla conduzione del battello di emergenza veloce (MABEV), deve possedere l'attestato di addestramento di marittimo abilitato ai mezzi di salvataggio veloci istituito dal Ministero delle infrastrutture e dei trasporti

### Sviluppi di carriera

#### Terzo ufficiale di coperta
L'allievo ufficiale dopo avere conseguito il certificato di competenza IMO (comunemente detto "patentino") di "ufficiale di coperta", può, a discrezione della compagnia di navigazione, ottenere l'imbarco con il grado di 3º ufficiale (primo scalino della scala gerarchica) o, molto più raramente, direttamente quello di 2º ufficiale (posizione intermedia). Su certe navi il terzo si occupa della sicurezza di bordo (safety) e dei documenti, mentre il secondo ufficiale si occupa della pianificazione, della correzione delle carte e delle pubblicazioni nautiche, mentre su altre navi i ruoli sono invertiti.

#### Secondo ufficiale di coperta
Il passaggio di grado da 3º a 2º ufficiale avviene senza sostenere esami e dipende esclusivamente dalle scelte della compagnia, mentre i periodi di imbarco minimi per la promozione variano da società a società. Le mansioni affidate al terzo e al secondo ufficiale dipendono dalla politica aziendale.
Per conseguire il titolo professionale IMO (detto "patente") di 1º ufficiale di coperta, diverso a seconda della stazza della nave, occorre il superamento di un ulteriore esame ed avere effettuato almeno 18 mesi di imbarco in qualità di 3º o 2º ufficiale, purché responsabile di una guardia in navigazione, sia che si tratti di navi di stazza superiore a 3000 GT, sia che si tratti di navi di stazza compresa tra 500 e 3000 GT ma non cumulabili tra le due diverse tipologie.

### Nautica da diporto

#### Ufficiale di navigazione del diporto
L'ufficiale di navigazione del diporto può imbarcare in qualità di ufficiale di coperta di grado inferiore al primo ufficiale su navi da diporto anche adibite al noleggio ovvero può essere imbarcato come comandante su tutte le imbarcazioni da diporto adibite al noleggio.
Per conseguire il certificato di ufficiale di navigazione del diporto occorrono i seguenti requisiti:
- aver compiuto 18 anni di età;
- essere in possesso del diploma di scuola secondaria di secondo grado;
- aver completato un periodo di addestramento a bordo di 36 mesi di navigazione, comprensivo di almeno 24 mesi su navi e imbarcazioni da diporto adibite al noleggio con la qualifica di mozzo o allievo ufficiale di navigazione del diporto, ovvero aver conseguito diploma di scuola secondaria di secondo grado con indirizzo di aspirante al comando di navi mercantili, di perito per il trasporto marittimo e di tecnico del mare ed aver effettuato un periodo di addestramento a bordo di navi e imbarcazioni da diporto adibite al noleggio di almeno 12 mesi con la qualifica di mozzo o allievo ufficiale di navigazione del diporto. Il periodo di addestramento deve essere effettuato sotto la supervisione del comandante o di chi ne fa le funzioni e deve essere riportato in un apposito libretto di addestramento approvato dal Ministero delle infrastrutture e dei trasporti;
- aver effettuato, con esito favorevole, i corsi antincendio di base, sopravvivenza e salvataggio, sicurezza personale e responsabilità sociali (PSSR), marittimo abilitato ai mezzi di salvataggio (MAMS), Global Maritime Distress Safety System (GMDSS) e radar presso istituti, enti o società riconosciuti idonei dal Ministero delle infrastrutture e dei trasporti nonché il corso primo soccorso elementare secondo le disposizioni e i programmi stabiliti dal Ministero della salute;
- aver sostenuto, con esito favorevole, dopo il completamento del predetto addestramento, un esame teorico-pratico atto a dimostrare il possesso delle conoscenze e capacità di eseguire i compiti e le mansioni dell'ufficiale in servizio di guardia in navigazione di cui all'articolo 1 del decreto del Ministro dei trasporti e della navigazione 5 ottobre 2000, pubblicato nella Gazzetta Ufficiale 23 ottobre 2000, n. 248, e successive modificazioni.

## Ufficiale di vascello
Nelle marine militari gli ufficiali di coperta vengono chiamati comunemente ufficiali di vascello. Nella Marina Militare Italiana gli ufficiali di vascello costituiscono il corpo di stato maggiore, l'unico tra i corpi della Marina Militare ad essere formato solo da ufficiali.